# Рут Уилсън
Рут Уилсън (на английски: Ruth Wilson) е английска актриса.

## Биография
Рут Уилсън е родена в Ашфорд, Съри. През 2006 г. дебютира в телевизията в сериала „Suburban Shootout“. За ролята си в минисериала „Джейн Еър“ е номинирана за Златен глобус, Сателит и награда на БАФТА. През 2015 г. получава Златен глобус за най-добра актриса в драматичен сериал за ролята на Алисън Бейли в сериала „Аферата“.

## Частична филмография
Кино
- 2012 – „Ана Каренина“ (Anna Karenina)
- 2013 – „Самотният рейнджър“ (The Lone Ranger)
- 2013 – „Спасяването на мистър Банкс“ (Saving Mr. Banks)

Телевизия
- 2006 – „Джейн Еър“ (Jane Eyre)
- 2009 – „Затворникът“ (The Prisoner)
- 2010 – 2013 – „Лутър“ (Luther)
- 2014 – 2018 – „Аферата“ (The Affair)